# Lysimachia producta
Lysimachia producta là một loài thực vật có hoa trong họ Anh thảo. Loài này được (A. Gray) 81+(pro sp.)+ mô tả khoa học đầu tiên năm 1899.